# V divjino
V divjino (v izvirniku angleško Into the wild) je ameriški dramski film posnet po istoimenski knjigi. Film je režiral Sean Penn, v glavnih vlogah pa nastopajo Emile Hirsch, William Hurt in Marcia Gay Harden. 
Zgodba govori o nadarjenemu Christopherju McCandlessu, ki se po maturi odloči zapustiti dom ter podari svoje 24.000 $ vredne prihranke dobrodelni ustanovi. Odpravi se na potovanje odkrivanja samega sebe na Aljasko. Na poti do cilja sreča različne osebe, ki za vedno spremenijo njegovo življenje.
Film je prejel različne nagrade in bil deležen zelo pozitivnega odziva s strani kritikov.